# Римские термы (Варна)
Римские термы в Варне - это комплекс древнеримских терм (бань) в портовом городе Варна, в Болгарии. Они находятся в исторической юго-восточной части города, недалеко от порта. Термы построены примерно в конце II века нашей эры и представляют собой самые большие из сохранившихся терм на Балканах. Римские объекты наследия также являются и одним из лучше всего сохранившихся памятников античной эпохи в Болгарии. В наши дни на территории терм в летнее время функционирует Летний театр и проводятся концерты.

## История
Руины относительно хорошо исследованы, хотя между двумя огороженными территориями есть дома и церкви, под которыми несомненно находятся множество старинных зданий и артефактов. Термы привлекали интерес историков и археологов задолго до начала археологических раскопок. В 1906 году австрийский ученый Э. Калинка установил, что руины представляют собой античное здание, но главная заслуга, вызвавшая научный интерес к этой древности и сохранившая его, принадлежит братьям Шкорпилям.
Главные части здания были открыты после раскопок Археологического музея Варны с 1959 по 1971 год под руководством Милко Миршева. Под современными улицами сохранились части помещений, а также южная артерия западной подземной галереи. Продолжающиеся и в настоящее время археологические исследования проясняют предназначения здания и устанавливают эпоху его строительства. Открытое здание является частью термальных ванн римского города Одессос. Архитектурный стиль свидетельствует о том, что они были построены в конце II - начале III века. Монеты, найденные в канализации, отчеканенные во время Императора Септимия Севера (193-211), подтверждают эту дату.  Монеты наиболее позднего периода использовались во времена Императора Тацита (275). Таким образом, было установлено, что термы функционировали до конца 3-го века. Грандиозность строительства, безупречное исполнение блестящего архитектурного замысла, богатство украшения делают термы уникальным памятником древней архитектуры на болгарских землях. Они свидетельствуют о расцвете культуры в городе во II-III вв., о его богатстве и благосостоянии. Варненские бани являются одними из крупнейших в европейской части Римской империи.
Во время раскопок была найдена статуя Клавдия Аквила, а также статуи римских божеств Геркулеса, Виктории и Меркурия, которые, вероятно, украшали залы и придавали им торжественный облик. Как свидетельствуют найденные надписи, боги-покровители здоровья Асклепий и Гигиея имели святилище в северо-западной части терм. Археологи также столкнулись с фрагментами из мраморных оконных рамок, оформленные в стиле кинжала Геракла, который также почитался как бог-покровитель родников.